# Recurvidris nuwa
Recurvidris nuwa (лат.) — вид мелких муравьёв рода Recurvidris из подсемейства мирмицины. Эндемики Юго-Восточной Азии.

## Распространение
Юго-Восточная Азия: Китай (Guizhou, Yunnan).

## Описание
Муравьи мелкого размера (около 2 мм), жёлтого цвета. Ширина головы 0,449 мм (длина головы 0,48 мм), длина скапуса усика 0,36 мм. Усики 11-члениковые, булава 3-члениковая. Жвалы треугольные, с 4-5 зубцами. Нижнечелюстные щупики 4-члениковые, нижнегубные щупики состоят из 3 сегментов. Усиковые бороздки и лобные валики отсутствуют. Грудка тонкая и длинная. Заднегрудка с двумя длинными проподеальными шипиками, загнутыми вверх и вперёд. Стебелёк между грудкой и брюшком состоит из двух члеников: петиолюса и постпетиолюса (последний четко отделен от брюшка), жало развито, куколки голые (без кокона).
Таксон был описан в 1995 году китайскими мирмекологами Сюй Чжэнхуэем (Dr. Xu, Zhenghui) и Чжэном Чжэмином (Dr. Zheng, Zhemin; Institute of Zoology, Shaanxi Normal University, Сиань, Шэньси, Китай) по материалам из Китая.